# Zamek Gryf
Zamek Gryf (niem. Greiffenstein) – ruiny średniowiecznego zamku we wsi Proszówka, na wzgórzu (447 m n.p.m.) panującym nad drogą Gryfów Śląski – Mirsk (obecnie droga wojewódzka nr 361), 6 km na południe od Gryfowa i 2 km na północny wschód od Mirska.

## Historia
Zamek wybudował w XIII wieku książę głogowski Konrad na miejscu dawnego grodu Bobrzan. Do końca XIV wieku znajdował się w rękach książąt świdnickich, później króla czeskiego Wacława IV. W 1419 roku stał się własnością rodu Schaffgotschów i pozostał w ich rękach do 1798 roku. W XVI i XVII wieku był powiększany i umacniany, między innymi poprzez dodawanie attyk do zamku górnego oraz rozbudowę zamku dolnego i bramy wjazdowej. Dwukrotnie był oblegany przez Szwedów, w 1639 roku zamek obronił się, lecz zdobyto go 1645 roku. Sto lat później w 1745 roku zajęły go wojska pruskie, a w roku 1778 był już silną twierdzą. W 1799 roku został częściowo rozebrany na materiał do budowy folwarku usytuowanego poniżej zamku. Od tego czasu pozostaje w ruinie. Obecnie zamek jest własnością prywatną.

## Architektura
Zamek składał się z trzech elementów: zamku górnego, zamku średniego i najmłodszego, a zarazem najsłabiej zachowanego zamku dolnego. Najwyższą część zamku wzniesiono na planie nieregularnego pięcioboku, na północ ulokowano zamek średni, natomiast zamek dolny zajmował największą, wschodnia część. W kaplicy na jednej ze ścian namalowany był swego czasu wizerunek dużego gryfa, od którego pochodzi nazwa zamku.
Z pierwotnej substancji budowlanej zachowały się mury zamku górnego oraz fragmenty bramy i wieży wjazdowej na dolnym przedzamczu.

## Galeria

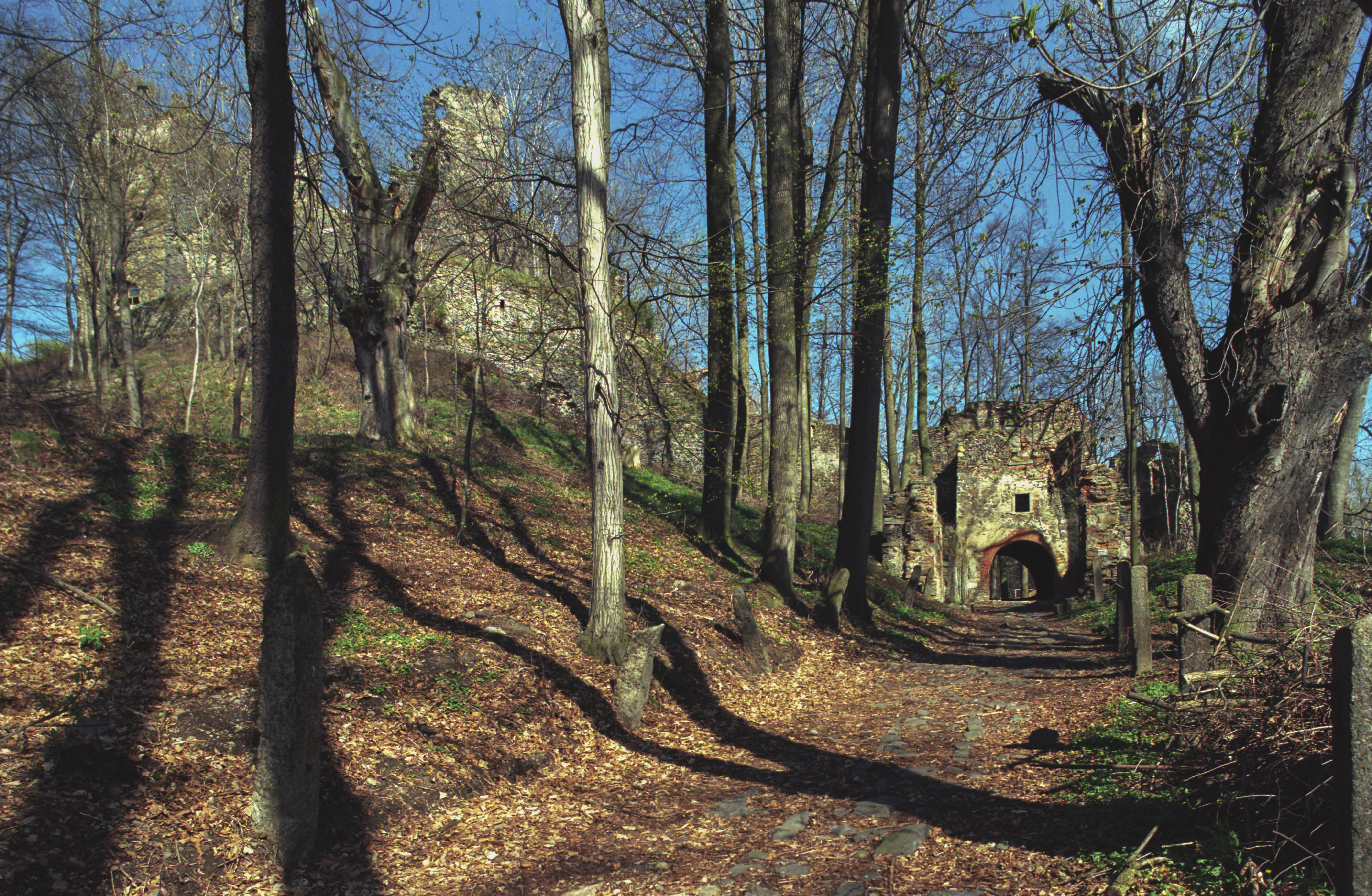
Wejście do zamku, wiosna
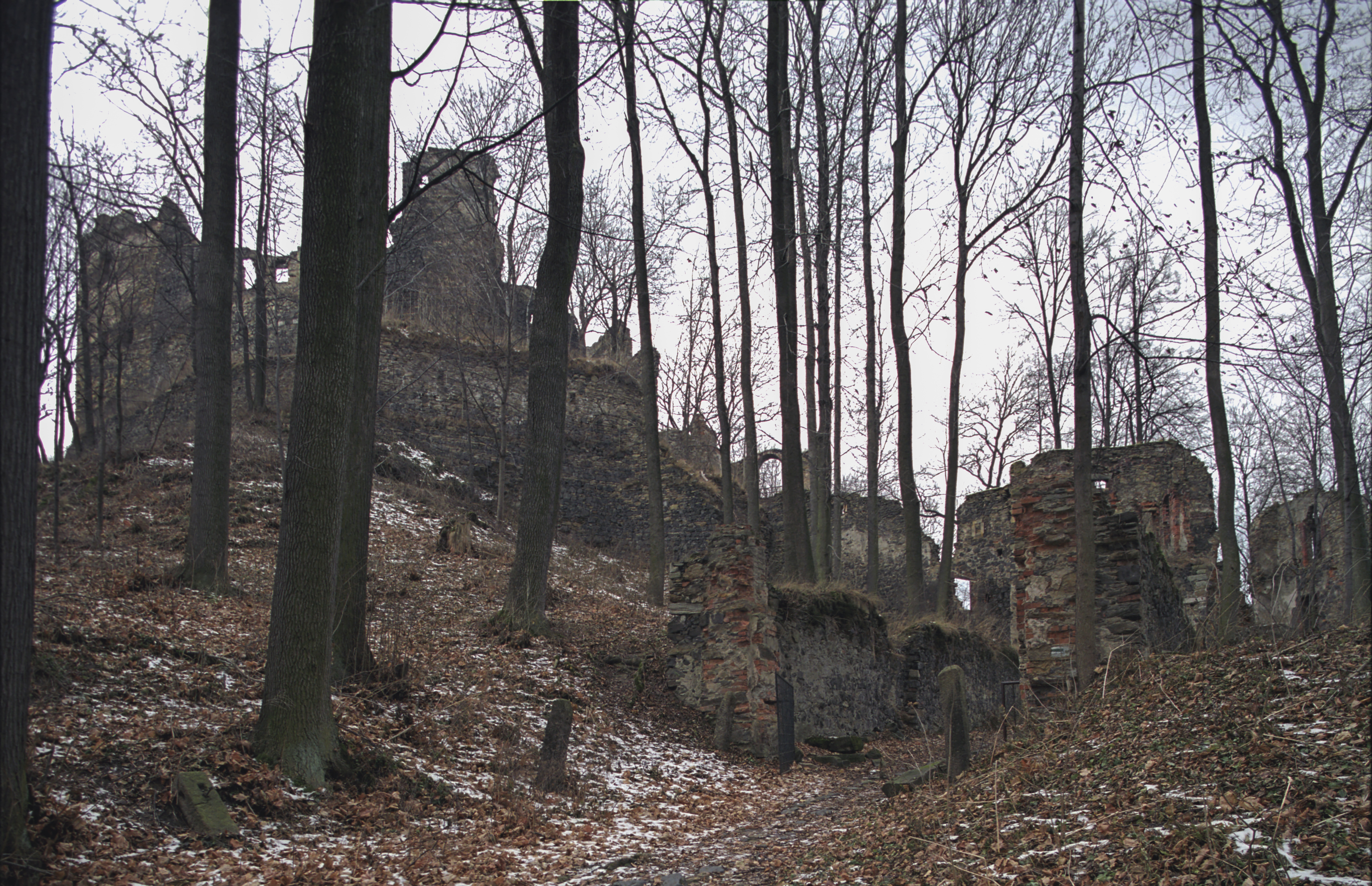
Zamek późną jesienią
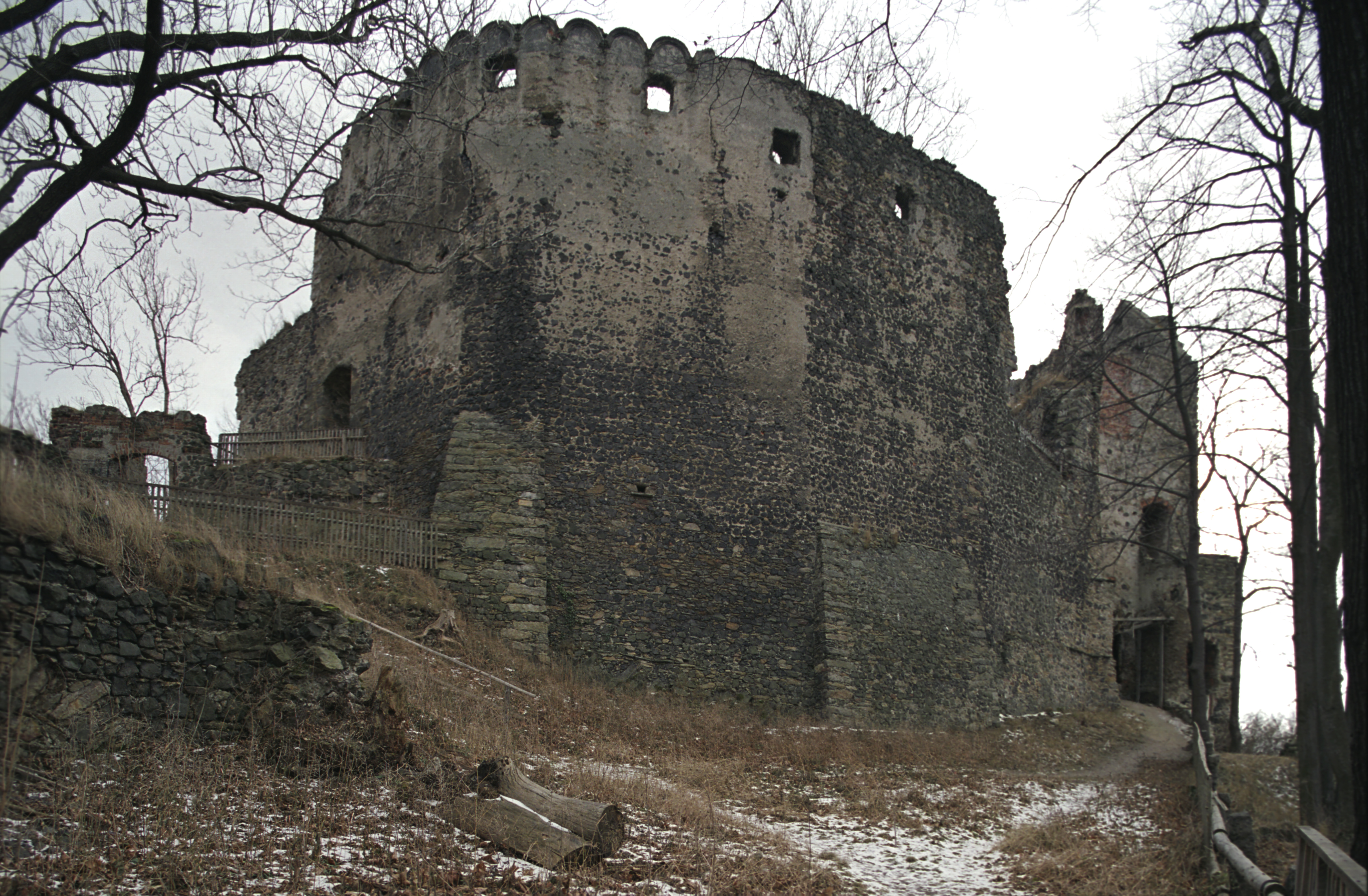
Wejście do górnego zamku
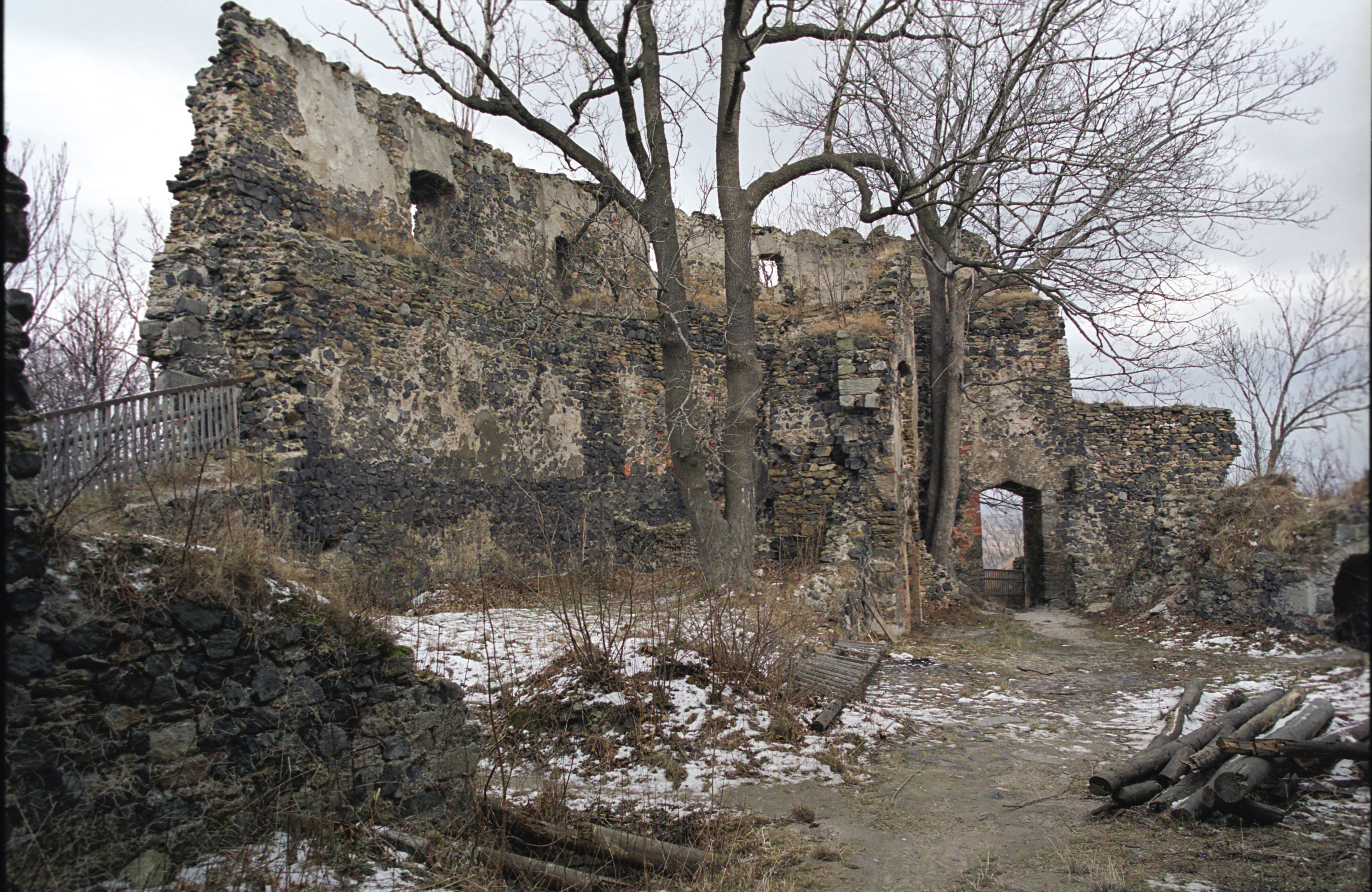
Zamek górny
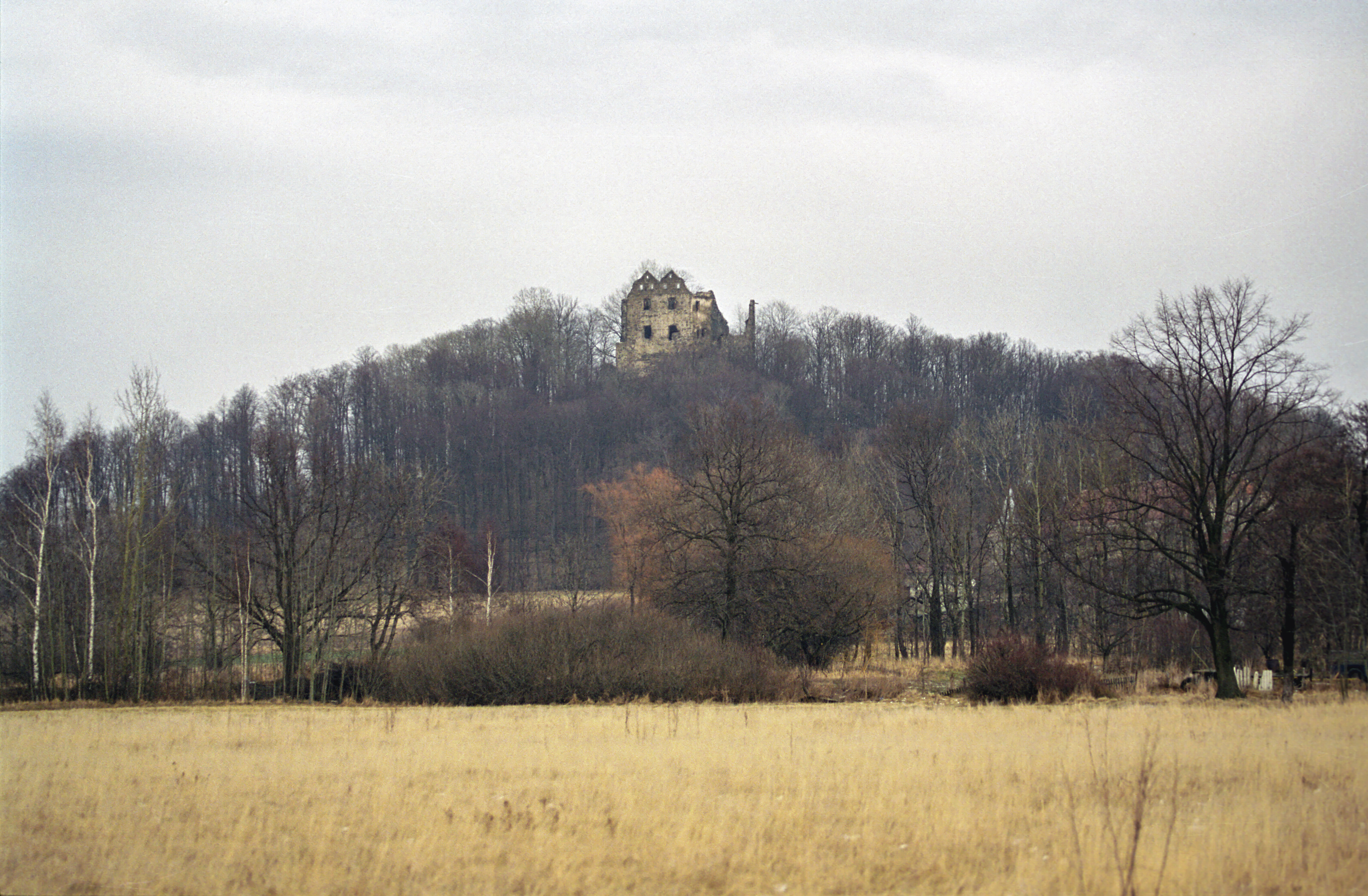
Widok z daleka
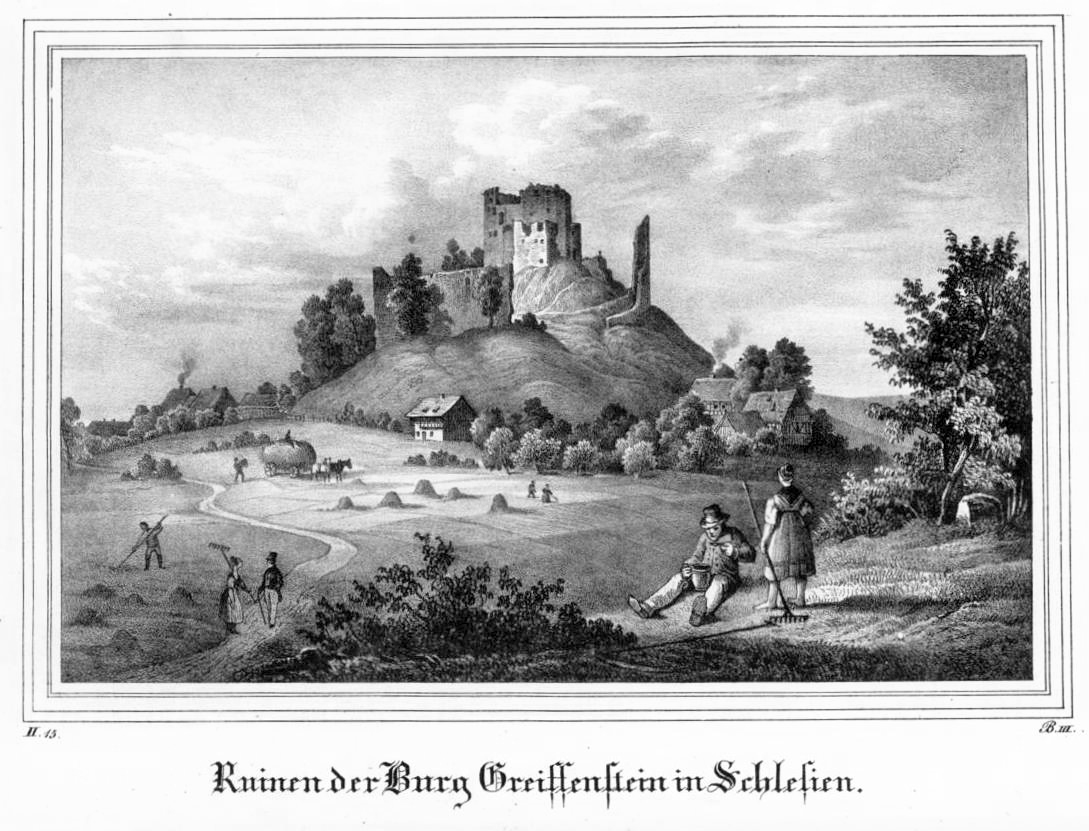
Zamek Gryf na XIX-wiecznej litografii